# Oxyethira rivicola
Oxyethira rivicola är en nattsländeart som beskrevs av Blickle och Morse 1954. Oxyethira rivicola ingår i släktet Oxyethira och familjen smånattsländor. Inga underarter finns listade i Catalogue of Life.